# نیلوفر آبی زرد (سرده)
نیلوفر آبی زرد (نام علمی: Nuphar) نام یک سرده از تیره نیلوفرآبیان است.